# 13816 Штюльпнер
13816 Штюльпнер (13816 Stülpner) — астероїд головного поясу, відкритий 29 грудня 1998 року.
Тіссеранів параметр щодо Юпітера — 3,397.